# Bernhard Greitz
Karl Bernhard Greitz, född 7 mars 1894 i Gävle, död 25 augusti 1967 i Stockholm, var en svensk journalist.
Efter läroverksstudier i Norrtälje hade Greitz anställning vid Norrtelje Tidnings expedition 1909–1911 och var medarbetare i samma tidning 1911–1914. Han var redaktionssekreterare i Jönköpings Läns Tidning 1914–1915 samt dess redaktör och ansvarige utgivare 1915–1918. Därefter var han redaktör för Västerviks-Posten 1918–1920, medarbetare i Social-Demokraten 1920–1922, redaktionssekreterare i Ny Tid 1922–1924, redaktionssekreterare i Social-Demokraten 1924–1930, redaktör för veckotidningen Fönstret 1930–1932 och chef för socialdemokratiska partiets informationsavdelning 1932–1936. Han återinträdde 1936 i Social-Demokraten, sedermera Morgontidningen, där han var andre redaktör 1937–1939 och var redaktionschef från 1940. Åren 1939–1940 var han föreståndare för Statens informationsbyrå och 1940 chef för Informationsstyrelsens upplysningsavdelning . Han var även aktiv inom Svenska Journalistföreningens stockholmskrets och var 1930–1931 sekreterare och 1941–1944 ordförande där. 
Bernhard Greitz utsågs till svensk pressattaché i Köpenhamn 1947, och förordnades som svensk generalkonsul i Mariehamn 1959–1965. I Bernhards vänkrets fanns sedan tiden i Fönstret många framstående författare och konstnärer som ofta gästade såväl Köpenhamn som Mariehamn. Det kan också nämnas att han var ungdomsvän med poeten Dan Andersson. Greitz är gravsatt i S:t Görans kolumbarium i Stockholm.